# Cratere Bosch
Bosch è un cratere lunare di 19,58 km situato nella parte nord-occidentale della faccia nascosta della Luna.